# 暖泉当铺
暖泉当铺，位于中国河北省张家口市蔚县暖泉镇煤市街，是一座清代古建筑。已列为省级文物保护单位。

## 保护
2008年10月23日，暖泉当铺公布为河北省第五批文物保护单位，编号V-3-34。